# Стюарт Бингам
Стюърт Бингам (на английски: Stuart Bingham) е английски професионален играч на снукър, роден на 21 май 1976 година в Basildon, Есекс, Англия. Бингам е световен шампион за аматьори и още тогава е над класата на всички аматьорски състезатели. Въпрос на време е да се впусне в професионалния снукър. Решава се на тази стъпка през 1995 г. Бингам е едва 8-ия играч постигнал два максимални брейка от по 147 т. в професионални мачове.

## Кариера
През 1999 г. Стюърт Бингам достига основната схема на Открито първенство по снукър на Китай, побеждавайки световния шампион Джон Хигинс, а по-късно през сезона побеждава и Стивън Хендри с 10 - 7 фрейма в първия кръг на Световно първенство през 2000. През 2002 г. влиза в основната схема на Световното след победа над Найджъл Бонд. В първия кръг обаче губи от Кен Дохърти в оспорван мач с 10 - 8 фрейма. През сезон (2004/2005) отпада от топ 16 след загуба на China Open от Динг Джунхуи
През 2005/2006 г. Бингам постига най-добрите си резултати. Той достига четвъртфинал на Гран При като по пътя си побеждава световния шампион Шон Мърфи. Достига и същия етап на Британското първенство. В квалификациите на турнира Мастърс прави втория си максимален брейк. В началото на 2005 г. позиция в топ 16 на ранглиста изглежда възможна, обаче поражението от Райън Дей спират надеждите му това да се осъществи.
През 2007/2008 Стюърт прави добър старт, достигайки четвърт финалите на Шанхай Мастърс, където губи безславно с 5 - 0 от Марк Селби. След като завърши 4-ти в своята група в Гран При губи първия си мач в Трофейя на Северна Ирландия. В Maplin на Британско първенство той успя да стигне до 1/16 финалите, губейки от Шон Мърфи с 9 - 3, след като преди това побеждава Фъргъл О'Брайън и Стив Дейвис. Достига до същия етап на Откритото първенство по снукър на Уелс, побеждавайки Стивън Магуайър с 5 – 4 фрейма, след като губи в един момент с 3 – 0. В следващия мач отстъпва с 5 – 2 фрейма на Джо Пери.

## Сезон 2009/10
| Турнир                    | Резутат | Спечелени пари | Ранкинг точки | Най-голям брейк | 100+ брейк | 50+ брейк | Брой спечелени срещи |
| ------------------------- | ------- | -------------- | ------------- | --------------- | ---------- | --------- | -------------------- |
| Шанхай мастърс 2009       |         | £              |               |                 |            |           |                      |
| Гран При 2009             |         | £              |               |                 |            |           |                      |
| Британско първенство 2009 |         | £              |               |                 |            |           |                      |
| Мастърс 2010              |         | £              |               |                 |            |           |                      |
| Първенство на Уелс 2010   |         | £              |               |                 |            |           |                      |
| Първенство на Китай 2010  |         | £              |               |                 |            |           |                      |
| Световно първенство 2010  |         | £              |               |                 |            |           |                      |
| Общо                      |         | £              |               |                 |            |           |                      |